# Lekarcice
Lekarcice – wieś w Polsce położona w województwie mazowieckim, w powiecie białobrzeskim, w gminie Promna. Przez miejscowość przepływa struga Borówka, lewobrzeżny dopływ Rykolanki.
Wieś szlachecka położona była w drugiej połowie XVI wieku w powiecie grójeckim ziemi czerskiej województwa mazowieckiego. 
W latach 1975–1998 miejscowość administracyjnie należała do województwa radomskiego.
Wieś jest sołectwem w gminie Promna. 
W Lekarcicach urodził się Wojciech Górski, pedagog.